# Льон-сюр-Мер
Льон-сюр-Мер (фр. Lion-sur-Mer) — коммуна во Франции, находится в регионе Нижняя Нормандия. Департамент коммуны — Кальвадос. Входит в состав кантона Дувр-ла-Деливранд. Округ коммуны — Кан.
Код INSEE коммуны — 14365.

## Население
Население коммуны на 2010 год составляло 2639 человек.
| 1962 | 1968 | 1975 | 1982 | 1990 | 1999 | 2010 |
| ---- | ---- | ---- | ---- | ---- | ---- | ---- |
| 1531 | 1613 | 1748 | 1823 | 2086 | 2401 | 2639 |

## Экономика
В 2010 году среди 1683 человек трудоспособного возраста (15—64 лет) 1208 были экономически активными, 475 — неактивными (показатель активности — 71,8 %, в 1999 году было 70,9 %). Из 1208 активных жителей работали 1103 человека (547 мужчин и 556 женщин), безработных было 105 (53 мужчины и 52 женщины). Среди 475 неактивных 173 человека были учениками или студентами, 208 — пенсионерами, 94 были неактивными по другим причинам.